# Trygve Brodahl
Trygve „Skautrollet” Brodahl (ur. 20 sierpnia 1905 w Hønefoss, zm. 11 kwietnia 1996 tamże) – norweski biegacz narciarski, olimpijczyk, dwukrotny medalista mistrzostw świata.

## Kariera
Igrzyska olimpijskie w Garmisch-Partenkirchen w 1936 roku były pierwszymi i zarazem ostatnimi w jego karierze. W swoim jedynym starcie na tych igrzyskach, w biegu na 50 km techniką klasycznym zajął 11. miejsce.
W 1930 roku wystartował na mistrzostwach świata w Oslo, zdobywając srebrny medal w biegu na 17 km stylem klasycznym. W biegu tym uległ jedynie swemu rodakowi Arne Rustadstuenowi, a trzecie miejsce zajął Tauno Lappalainen z Finlandii, który stracił do Brodahla 6 sekund. Kolejny medal zdobył podczas mistrzostw świata w Wysokich Tatrach w 1935 roku, gdzie zajął trzecie miejsce na dystansie 50 km. Tym razem lepsi od niego okazali się: zwycięzca Nils-Joel Englund ze Szwecji oraz drugi na mecie Klaes Karppinen z Finlandii. Wziął także udział w mistrzostwach w Lahti, zajmując 88. miejsce w biegu na 18 km.
Za swoje osiągnięcia sportowe w 1939 roku otrzymał medal Holmenkollen wspólnie z innym norweskim biegaczem narciarskim Larsem Bergendahlem oraz szwedzkim skoczkiem i specjalistą kombinacji norweskiej Svenem Selångerem. Był ponadto mistrzem Norwegii w biegu na 30 km w 1930 oraz 1939 roku. W 1939 roku wygrał bieg na 18 km podczas Holmenkollen ski festival.
Jego brat Sverre Brodahl reprezentował Norwegię w biegach narciarskich oraz kombinacji norweskiej.

## Osiągnięcia

### Igrzyska olimpijskie
| Miejsce | Dzień     | Rok  | Miejscowość            | Konkurencja             | Wynik   | Strata | Zwycięzca    |
| ------- | --------- | ---- | ---------------------- | ----------------------- | ------- | ------ | ------------ |
| 11.     | 15 lutego | 1936 | Garmisch-Partenkirchen | 50 km stylem klasycznym | 3:50:14 | +20:03 | Elis Wiklund |

### Mistrzostwa świata
| Miejsce | Dzień     | Rok  | Miejscowość   | Konkurencja             | Czas biegu | Strata | Zwycięzca         |
| ------- | --------- | ---- | ------------- | ----------------------- | ---------- | ------ | ----------------- |
| 2.      | 27 lutego | 1930 | Oslo          | 17 km stylem klasycznym | 1:20:24    | +0:26  | Arne Rustadstuen  |
| 18.     | 3 marca   | 1930 | Oslo          | 50 km stylem klasycznym | 4:13:22    | +20:08 | Sven Utterström   |
| 17.     | 22 lutego | 1934 | Sollefteå     | 18 km stylem klasycznym | 1:08:08    | +3:39  | Sulo Nurmela      |
| 21.     | 24 lutego | 1934 | Sollefteå     | 50 km stylem klasycznym | 4:22:45    | +16:02 | Elis Wiklund      |
| 11.     | 15 lutego | 1935 | Wysokie Tatry | 18 km stylem klasycznym | 1:36:31    | +8:33  | Klaes Karppinen   |
| 3.      | 17 lutego | 1935 | Wysokie Tatry | 50 km stylem klasycznym | 4:32:31    | +18:08 | Nils-Joel Englund |
| 88.     | 25 lutego | 1938 | Lahti         | 18 km stylem klasycznym | 1:17:31    | +7:54  | Pauli Pitkänen    |